# コペンハーゲン大火 (1728年)

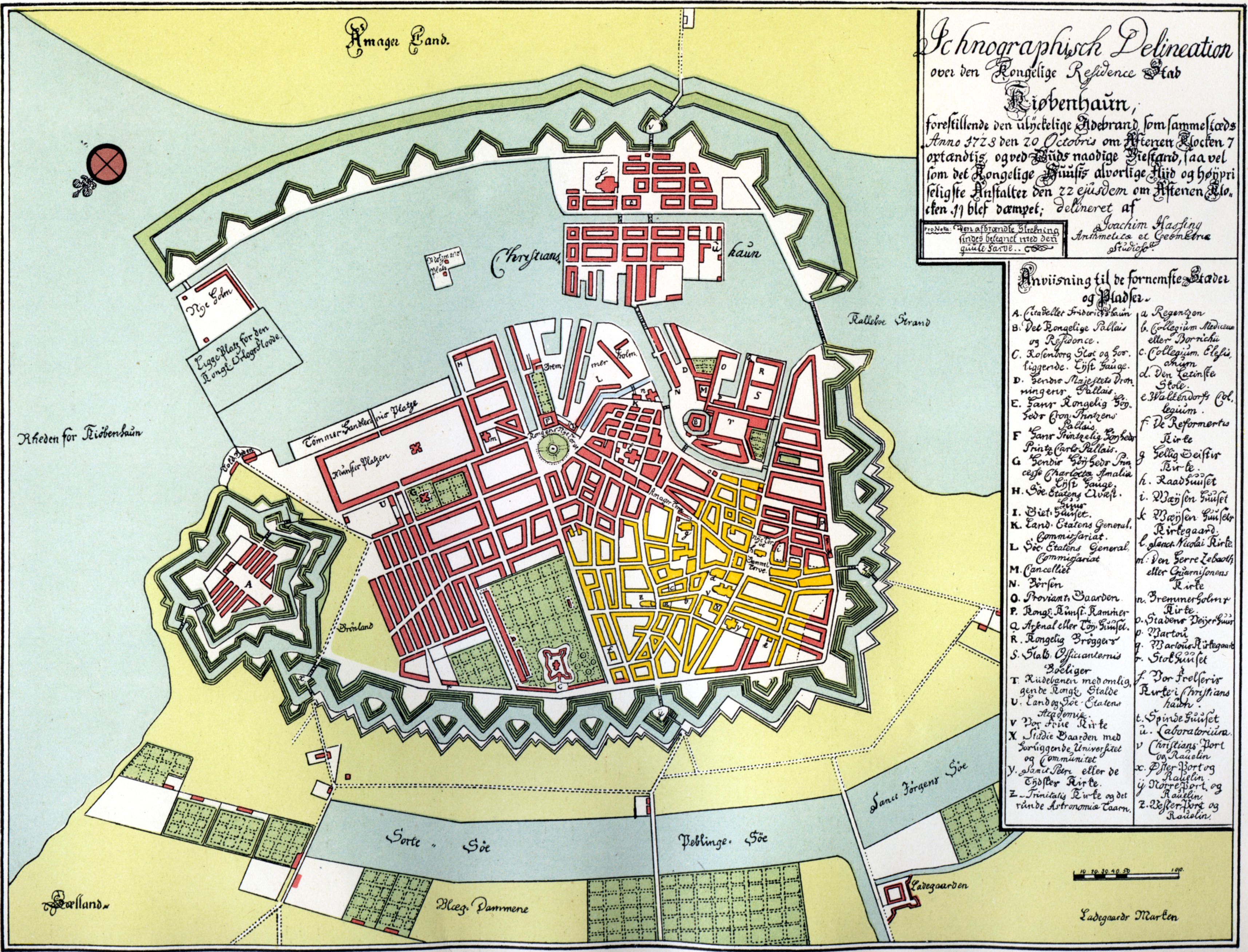
ヨアキム・ハシング（Joachim Hassing）による1728年のコペンハーゲンの地図。火災に遭った建物が黄色で示されている。

1728年のコペンハーゲン大火（1728ねんのコペンハーゲンたいか）は、デンマークの首都コペンハーゲン史上、最も大きな火災である。1728年10月20日の夜に発生し、10月23日の朝まで延焼が続いた。この火災により、市内の約28％（地籍に基づく焼失区画数より算出）が破壊され、人口の20％が住処を失った。復興作業は1737年まで続いた。中世の街並みが残っていた区画の少なくとも47％が完全に焼失し、1795年のコペンハーゲン大火とともに、現在の市内に中世コペンハーゲンの痕跡がほとんど存在しない主な理由となっている。
死傷者の数は火災の規模からすると比較的少ないが、文化的損失は甚大であった。個人所有の蔵書が複数焼失したほか、コペンハーゲン大学図書館では他に存在しない多数の作品を含む35,000冊の蔵書が焼失し、ラウンドタワー頂上の天文台ではティコ・ブラーエやオーレ・レーマーが制作した道具や記録が焼失した。

## 時系列

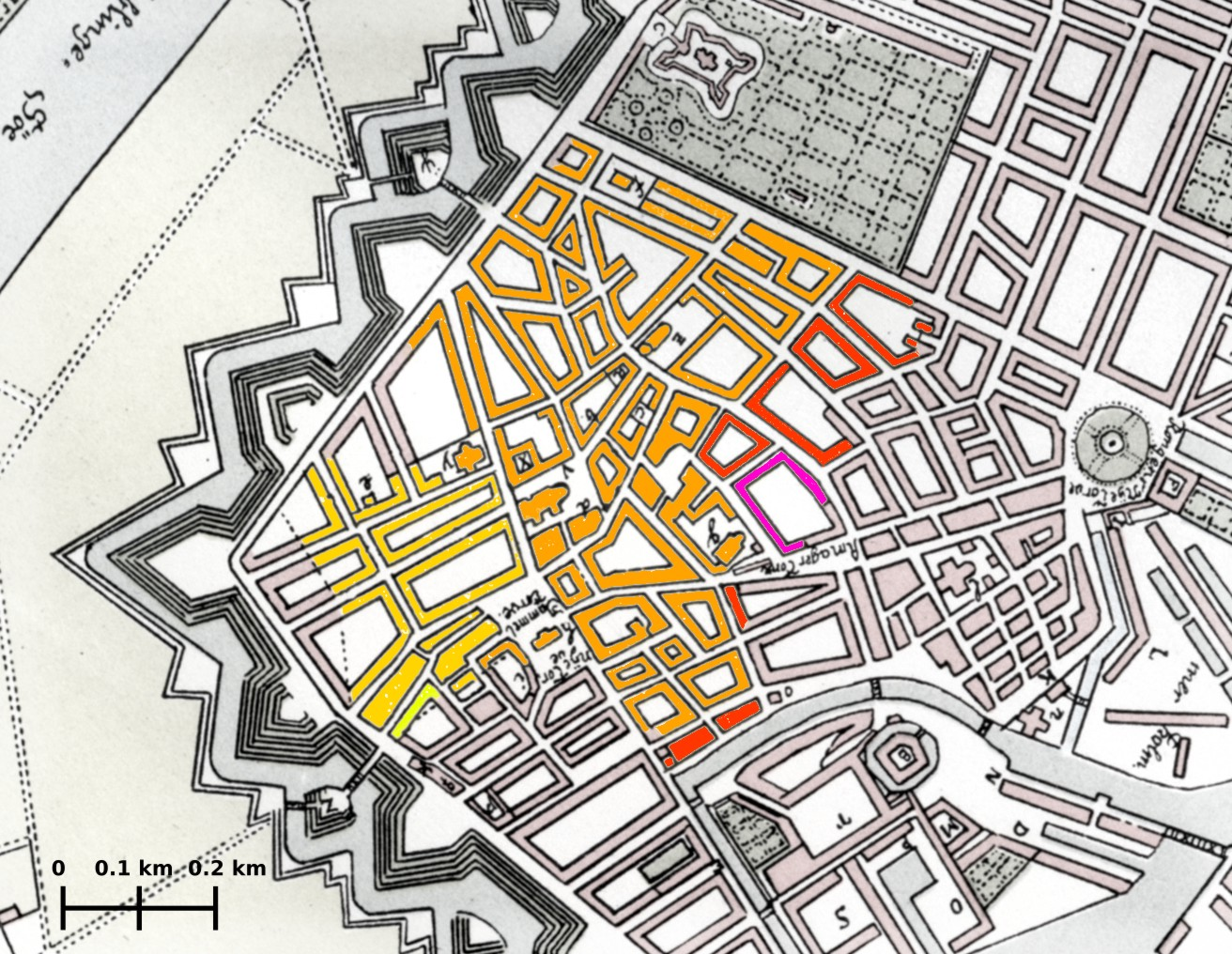
ヨアキム・ハシングによる地図の一部。火災のおおよその進行状況が色分けで示されている。火元は明るい黄色、水曜深夜までに被害を受けた地区は濃い黄色、木曜深夜までに被害を受けた地区はオレンジ、金曜深夜までに被害を受けた地区は赤、土曜までに被害を受けた地区は紫で表示されている。

### 10月20日水曜日
正確な火災発生時刻は判明していない。複数の情報源が午後6時から午後8時までの間の時間を挙げており、午後7時30分が最も有力な推定である。しかし、火元の正確な場所は判明している。ヴェスタポート（西門）から通りを挟んでほぼ向かい側にリル・サンクト・クレメンス・ストレーゼ（Lille Sankt Clemens Stræde）という通りがあった。この通りとヴェスタヴォル（Vestervold）が接する角の区画、ヴェスタ地区146番地（Vester Kvarter、1699年の地籍による）にボーイ・ハンスン（Boye Hansen）の未亡人スィーネ（Signe）が所有する小さな家があった。この区画は現在のフレデリクスベアゲーゼ（ストロイエの西端）と市庁舎前広場の角の区画とほぼ同じである。この未亡人の賃借人の中に、料理店店主ペーダー・ラスムスン（Peder Rasmussen）とその妻アネ・イーヴァスダッター（Anne Iversdatter）がいた。火災が発生したのは、料理店店主の部屋の2階である。火災鎮火後に行われた取り調べで、店主と妻のはいずれも7歳の息子が誤って蝋燭を倒したため火災が発生したと証言しているが、蝋燭に火をつけているにもかかわらず両親が注意を怠った結果であり、処罰を逃れるため子供に責任を押し付けた可能性が高い。
見張り人はすぐに警報を鳴らしたが、消防署の比較的旧式の設備、ヴェスタ地区の通りが狭すぎて消火ポンプが使用できなかったこと、消火活動を行っていた人々の奇妙な気質、そして不運な出来事が続いたことにより、消火はほぼ絶望的であった。当日夜、南西の風が吹いており、火はリル・サンクト・クレメンス・ストレーゼ、ストア・サンクト・クレメンス・ストレーゼ（Store Sankt Clemens Stræde）、ヴォンバドスチューストレーゼ（Vombadstuestræde）、アンティキテットストレーゼ（Antiquitetsstræde）、ヘリ＝コース・ストレーゼ（Hellig-Kors Stræde）沿いに拡大した。午後9時までには、ヴェスタゲーゼの本通りの両側に延焼しており、ここからストア・ラース・ビャーンス・ストレーゼ（Store Lars Bjørns Stræde）、リル・ラース・ビャーンス・ストレーゼ（Lille Lars Bjørns Stræde）、ストゥージェストレーゼ沿いに火が拡大した。

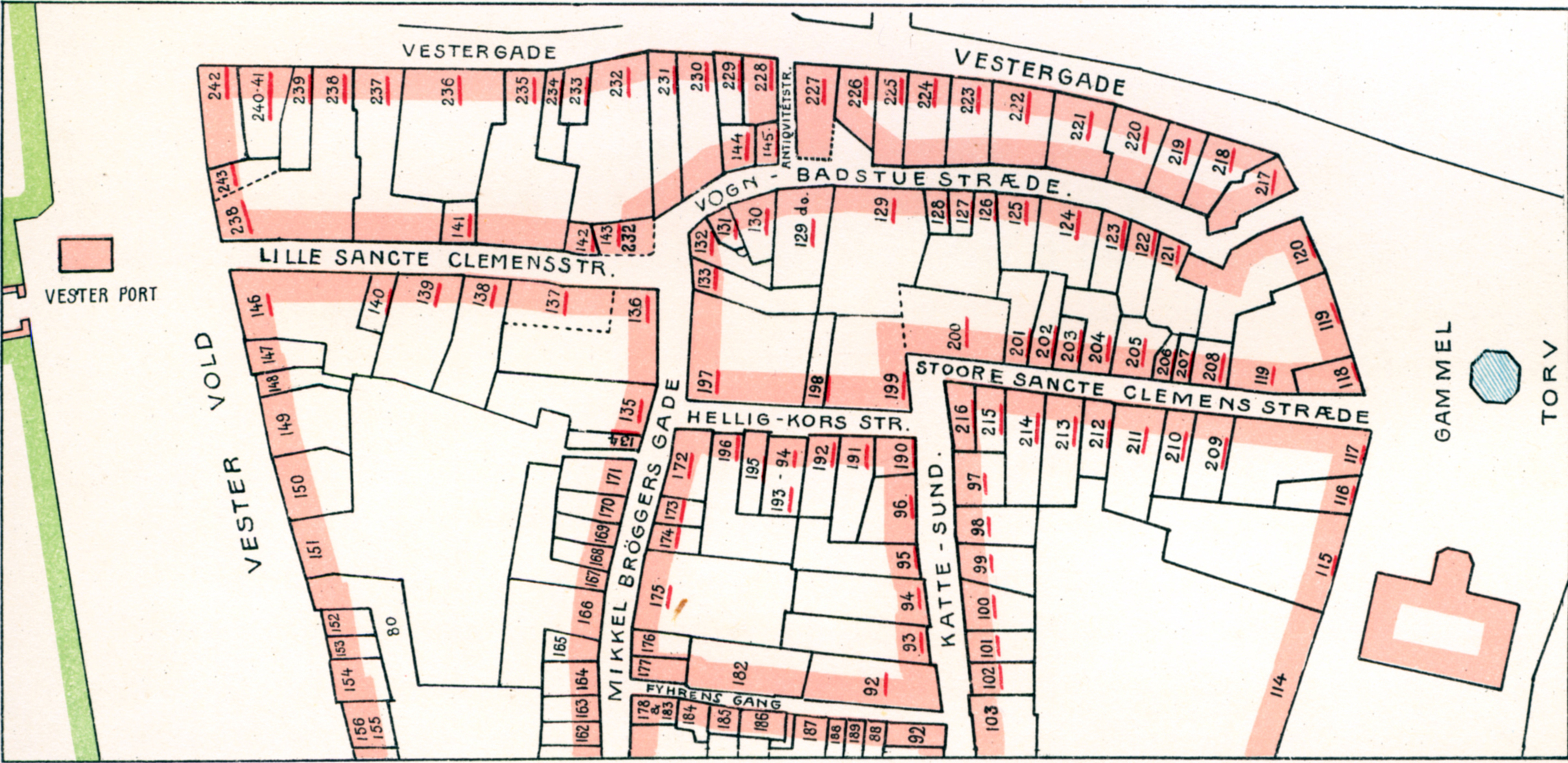
火元となったヴェスタ地区の地図。1699年の地籍による区画番号が記されている。焼失した区画の番号に赤線が引かれている。

その後、火は夜のうちにサンクト・ペーダース・ストレーゼに到達し、コペンハーゲン大学のヴァルゲンドルフス寮（ノア地区（Nørre Kvarter）122番地）が炎に包まれた。当時この寮に住んでいたペーダー・ホレボー教授は、ほとんどの所持品を失った。推定同時刻、火はストゥージェストレーゼ（ノア地区60番地）のハンス・スティーンブッフ教授の部屋にも到達した。午前0時頃には聖ペトロ教会のそばの神父の住居に火災が到達した。
ノアゲーゼでは、水曜日の夜、おそらく午後10時から11時の間に、醸造所で別の火災が発生した。しかし、この少し前、最初に発生した火災がガメルトーに到達し、人々が延焼を食い止めようと奮闘していたため、新たに発生した火災への対処が遅れた。午前0時頃、風は西向きに変わり、火が通りに向かって幅広く煽られる形となり、ノアゲーゼの状況は危機的となった。当初、ノアゲーゼの西側で延焼を食い止めようとしていたが、健闘むなしく、火は夜のうちに東側にも拡大した。同時に、火は現在のノア・ヴォルゲーゼからノアポート（北門）の方向に移動した。

### 10月21日木曜日
木曜日の早朝、ガメルトーでは火の拡大を抑えようとする最後のあがきが行われていた。既に火の手が上がっている家屋はカノン砲で砲撃され、破壊された。うまくいかなければ、家屋を火薬で爆破するよう命令が下された。ヴェスタゲーゼとノアゲーゼの角にあるブラスン（Blasen）というワイン貯蔵所が最初に破壊される予定であったが、弾薬輸送中に火薬が爆発し、失敗した。結局、建物は崩壊したが死傷者が発生し、爆発によって聖母教会を含む近隣の建物に火が付いた。午前9時30分までに教会の尖塔が通りに崩れ落ち、その直後、教会全体も炎に包まれた。人々が火災から守ろうと教会に持ち込んだ個人財産も失われた。
ノアゲーゼでは、午前8時頃、火が聖ペトロ教会に到達した。午前9時までにクレステン・ヴォーム司祭の住居（ノア地区112番地）にも到達し、全焼した。司祭は旅行中で、持ち合わせていた衣服と3冊の祈祷書のみが手元に残った。
ニュートーでは、（現在のコペンハーゲン地方裁判所の場所にあった）王立児童養護施設が焼失した。当時ニュートーとガメルトーの間にあったコペンハーゲン市庁舎にも危機が迫っていた。午前10時頃、火は市庁舎を捉え、間もなく焼失した。猛火は、ガメルトーからクラゼボーザネ（Klædeboderne）、スキナゲーゼ、スコウボゲーゼ、ヴィメルスカフテズを通ってアマートーへ向かっており、ニュートーから回った火はラーフストレーゼで勢いを増し、フレデリクスホルムス運河とスロッツホルメン島の方向へ拡大した。
新たな火災も発生した。プスタヴィにあるエーダム・クリストファ・クヌト（Adam Christoffer Knuth）伯爵の邸宅、クマーゲーゼ（市場通り）の貯蔵所、ノアポート（北門）の干し草の山が全て出火した。特に干し草の山は、風によって運ばれた燃えさしから着火した可能性が高い。
聖母教会が焼失した時、コペンハーゲン大学でも建物が次々と燃え上がっていた。無料の食事を提供して生徒を支援するために使用されていたコミュニティビルディング、現在と同じ場所にあった大学の本館（Studiegården）、解剖学部校舎（Domus Anatomica）、解剖学部講義室（Theatrum Anatomicum）は、全て焼失した。上述のハンス・スティーンブッフ教授は、ハンス・グラム教授の自宅に避難し、所持品とともに一時的に安全を確保した。しかし、聖母教会の隣にあったグラムの自宅（クラゼボー地区（Klædebo Kvarter）245番地）にも火が到達した。スティーンブッフの所持品を避難させる時間はなかったが、グラム自身の所持品のほとんどは被害を免れた。カニケストレーゼ沿いでは、コペンハーゲン大学の教授らの家が次々と炎の餌食となった。さらに、複数の学生寮も焼失したが、クマーゲーゼ沿いではレーゲンス教会を含む建物1翼が被害を免れた。
さらに、屋根裏に大学図書館が入居していた三位一体教会も火災の被害に遭った。午後5時頃に火が教会に到達し、午後10頃に天井まで火が回ると、全ての蔵書が炎の海に飲み込まれた。ラウンドタワーはほとんどの部分で被害を免れたが、頂上の天文台が焼失した。
ガメルトーから、火は午後4時頃にウルフェルト広場（Ulfeldts Plads）、現在のグラブロゼルトーまで広がった。反逆者コーフィツ・ウルフェルトを辱める碑は、いくつかの文字が熱で消えた。数時間後、火は聖霊教会に迫り、午後8時、30分おきに鳴るカリヨン鐘がトマス・キンゴの讃美歌「Vreden din afvend, herre Gud, af Naade」を鳴らしたが、その直後に階下の火中に崩落した。
三位一体教会から、火は引き続きランドマークを通ってゴダスゲーゼに向かった。ここで、火は、枝分かれして現在のノア・ヴォルゲーゼを焼き尽くしていたもう一つの火と合流した。午前0時頃、改革派教会で火の手が上がった。市内で火災をある程度食い止められていた唯一の場所は、ヴァンコンステン周辺のみであった。

### 10月22日金曜日
金曜日の朝、風向きは再び変わり、今度は北向きの風となった。消火活動はようやくある程度のまとまりを見せるようになり、メイストレーゼ近隣で火を食い止めるための努力が行われたが、正午頃にメイストレーゼの石鹸工場に火が付き、失敗に終わった。この時点で風は北西に吹いており、消火活動もスナアゲーゼを経由してニブロゲーゼ、ネーボルース、ガメル・ストランに移ったが、ニブロゲーゼの被害を防ぐことはできなかった。
さらに東では、火は南のクラーボーザネとモンタゲーゼに向かっていた。モンタゲーゼのポール・フェクテルス病院は、複数の住民が中に取り残されたまま炎に飲み込まれた。また、近隣では、ルズヴィ・ホルベア教授がクマーゲーゼの自宅（クマ―地区（Købmager Kvarter）18番地）を後にしていた。午前0時頃、火はシルクゲーゼとストア・ライネゲーゼに迫っていた。

### 10月23日土曜日
夜のうちに風が落ち着き、火の進行も止まった。36軒の家屋が取り壊されて防火帯が作られ、これにより実際にストア・ライネゲーゼとゴダスゲーゼの角で火が止まった。さらに西では、アマートーと聖ニコラス教会に危機が迫っていたが、火はアマートーの近くで治まり、最も北側にあった3軒（フリマンズ地区（Frimands Kvarter）8、10、11番地）のみ焼失した。
メイストレーゼの石鹸工場の火災は依然として脅威であり、火はスナアゲーゼ沿いの建物を飲み込んでいた。スナアゲーゼの端には副市長クレスチャン・ベアガードの住宅（スナーンス地区（Snarens Kvarter）2番地）があり、人々が火から守ろうしていた。周辺の住宅は取り壊され、通りの反対側の家屋は火薬で爆破された。しかし、数日前ワイン貯蔵所で行われた試みと結果はほぼ変わらなかった。火薬が爆発し、人々は一目散に逃げ、副市長の住宅にも火が付いて全焼した。ただし、住宅の救出には失敗したものの、その後火の拡大は止まり、特にクリストファ・ヴァルケンドルフの計量所が被害を免れた。
キリスト教的な解釈に従って、土曜日の火の勢いの衰えは聖なる介入によるものとされた。神に感謝するため、1731年にデンマーク王クリスチャン6世は、10月23日を新たに祝日と定め、コペンハーゲンの全ての教会が感謝の礼拝を行った。この祝日は1770年の祝日刷新の際に廃止された。

## 損失

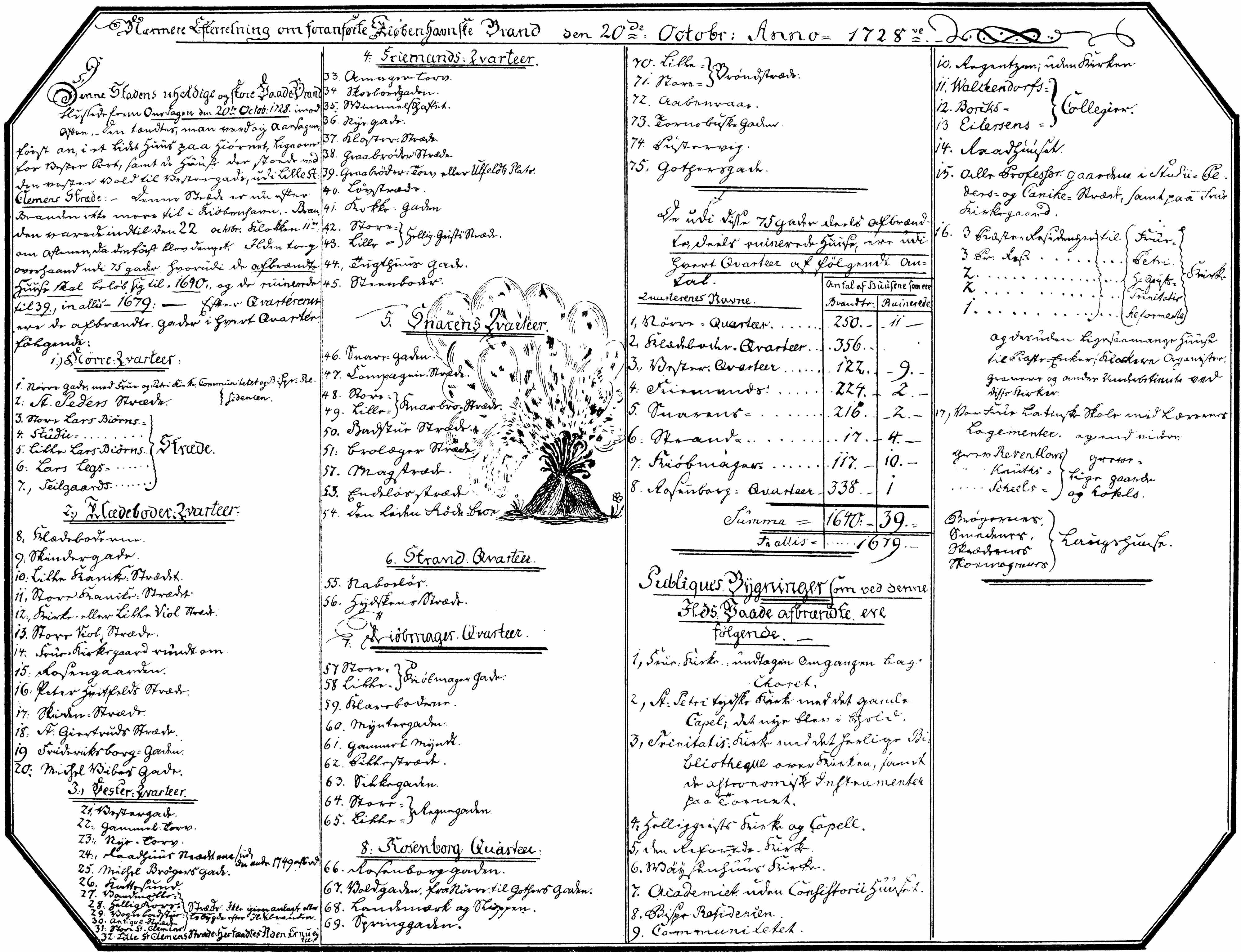
ヨアキム・ハシングによる地図の裏に添付された古い統計。これによると、1,640軒の住宅が焼失し、39軒の住宅が「破壊」された。この数字はおそらく少し多い。

火災による物的損失については、直後に詳細な測量が行われたため、比較的確実な説明ができる。1728年11月1日に市の測量士セーアン・バレ（Søren Balle）が最初の調査結果を提出し、1729年4月13日には、1728年12月12日に発出された王の要請に基づきコペンハーゲン治安判事（Magistrate）によって実施された2度目の調査結果が提出された。2つの調査結果は43区画の損害の範囲に留まっており、1,227区画の約1,600軒の建物が焼失したことはほぼ間違いない。コペンハーゲン全域は約4,500区画（1699年の地籍に基づく）で構成されていたので、約28％が失われたこととなる。また、中世の街並みが残っていた部分では、47％が焼失した。
また、治安判事が焼け跡を調査したところ、火災の被害を受けた地区の元住民8,749人が新たな住居を見つけたことがわかった。15,000人もの人々がホームレスになったと推測されているが、これは推定人口70,000人の約20％に相当する。死傷者の数は判明しておらず、教区簿冊などをもとにある程度の情報を推測することは可能であるが、依然として数は不明のままである。ただし、火災の規模と比べると少ないと思われる。
人的・物的損失も膨大であるが、文化的損失は今日でも感じられる。コペンハーゲン大学図書館は、間違いなくその最たるもので、最も多く言及されている。35,000冊の書籍と多数の歴史的文書が炎の中に消えた。歴史家ハンス・スヴァニング、アナス・サーアンスン・ヴィーゼル、ニルス・クラーウ、アーリル・ヴィトウェルト、科学者オーレ・ヴォーム、オーレ・レーマー、ティコ・ブラーエ、ハンス・バルトリン、カスパー・バルトリンの原書が失われた。ペーダー・ハンスン・レーセンによる「アトラス・ダニクス」とジーランド島教区の記録も焼失した。教区の記録は火災発生当日に大学図書館に移されたばかりだった。
その他複数の蔵書も失われた。マティーアス・アンガスン教授は、三位一体教会に所持品を避難させてしまうミスを犯した。アウルトニ・マグヌッソンは全ての書籍、ノート、記録を失ったが、貴重なアイスランドの手書き原稿コレクションの大半は何とか救出した。コペンハーゲン大学のボークス寮では、3,150冊が、動物学や植物学の特質点のコレクションを収めたラリロルム博物館（Museum Rarirorum）とともに焼失した。焼失したラウンドタワーの天文台にも、ティコ・ブラーエやオーレ・レーマーによる道具や記録が収められていた。ホレボー、スティーンブッフ、バルトリン兄弟らの教授陣も、実質的に全てを失った。さらに、市の保管記録の大部分も市庁舎とともに焼失した。
三位一体教会の上の図書館には、もうこの世界には存在しないものが多数あった。取り返しのつかない損失だ。—アウルトニ・マグヌッソン

## 余波

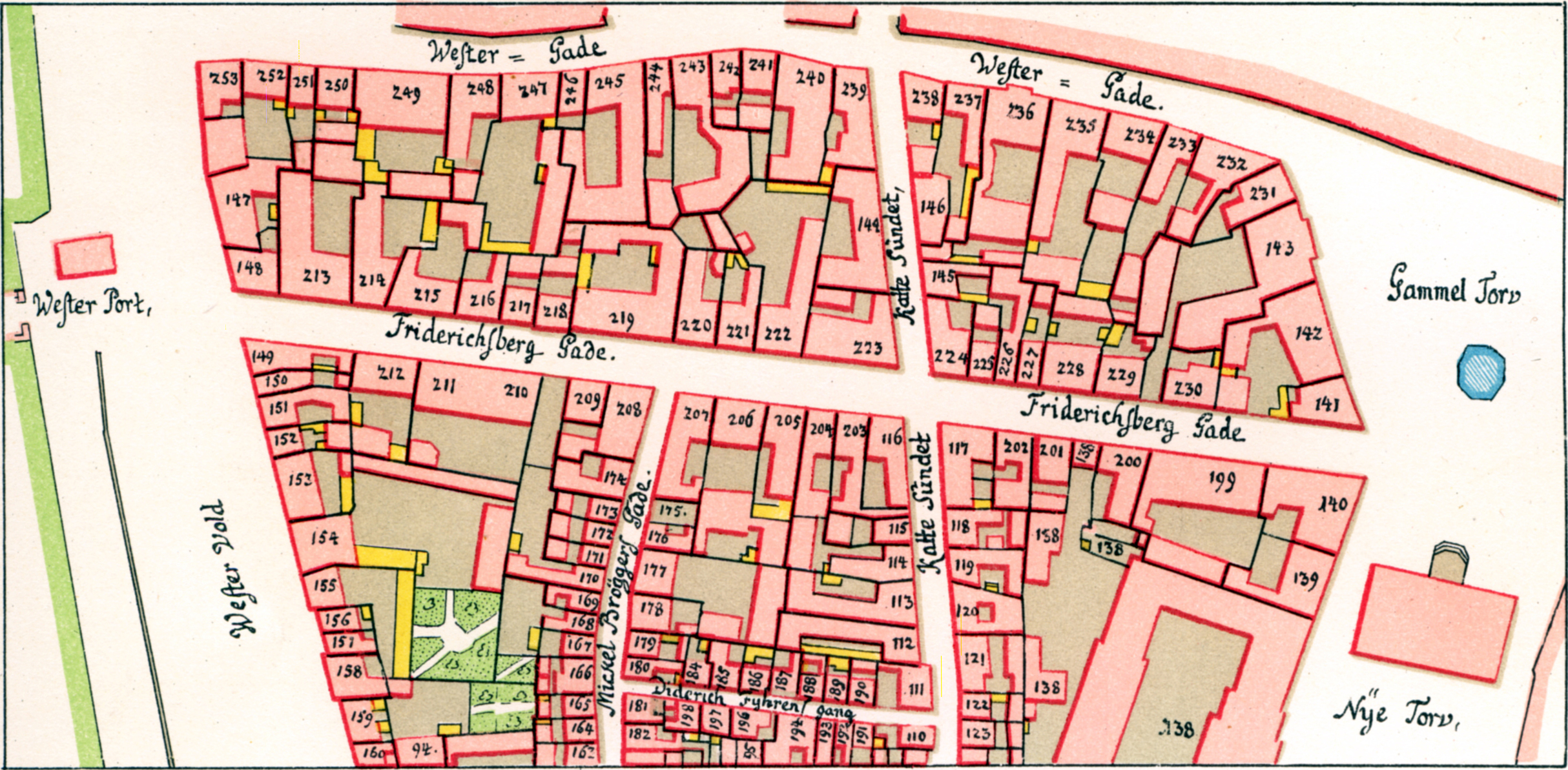
火災後のヴェスタ地区の地図。新たな地籍番号と街路名が記載されている。

コペンハーゲンの再建にあたっては、多数の変更が導入された。街路規制のため委員会が設置され、焼け跡を調査した上で、幅12～15メートルの大通りと幅10メートルの脇道を作り、その周辺の家屋についてハーフティンバー様式を禁止する提言がなされた。
しかし、この計画は再建において踏襲されなかった。当初ハーフティンバー様式の家屋は禁止されていたが、レンガ造りの家屋が大幅に高価であったことから、1731年に禁止令が撤回された。1737年に再建が完了すると、中世コペンハーゲンは恒久的に変わっていた。通りや裏通りは元の道筋から外れ、一部の通りは消滅した。

### イルデブランズフーゼ

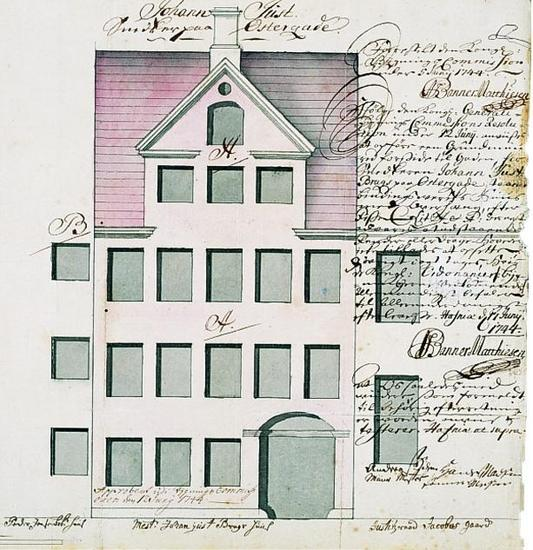
ヨハン・コニーリウス・クリーヤのイルデブランズフーゼの例

イルデブランズフーゼ（デンマーク語: ildebrandshuse）は、火災直後の数年間に多数建築されたタウンハウスの一種である。その多くは、ヨハン・コニーリウス・クリーヤがクリストフ・マシーリスからインスピレーションを得て作成した全体的な完成予想図を元に作られた。2～3階建ての家屋で、張り出し窓が横に5つ並び、ウォールドーマーが突き出している。通りに面した正面はレンガ造りで、その他の部分は木骨である。外壁は、通常は明るい色で塗装されている。グラブロゼルトーやガメル・モントなどでは、今日でも保存状態の良い例を見ることができる。
イルデブランズフーゼの一例は、グラブロゼルトー1～9番地で見ることができる。張り出し窓が8つ並ぶイルデブランズフーゼは、ヴァルゲンドルフスゲーゼ36番地で見ることができる。